# Pere Rosselló i Blanch
Pere Rosselló i Blanch (Calonge, 4 de març de 1897- Ginebra, 25 d'agost de 1970) va ésser un pedagog català, impulsor de la pedagogia comparada i director del Bureau International d'Éducation (BIE- OIE). Fill predilecte de Calonge.

## Biografia

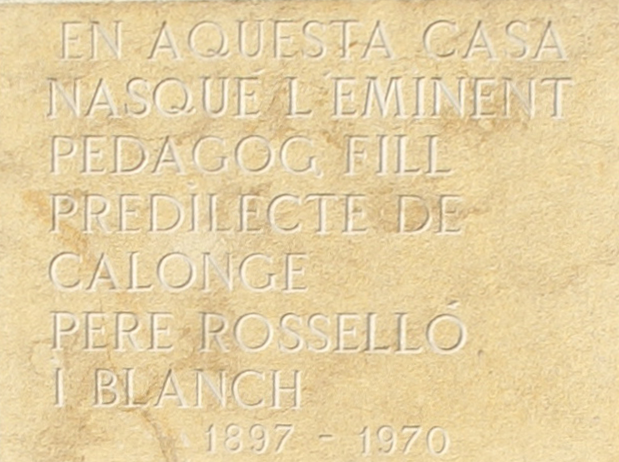
Pedra commemorativa a sa casa natal amb el text
«En aquesta casa nasqué l'eminent pedagog fill predilecte de Calonge Pere Rosselló i Blanch 1897-1970»

Pere Rosselló va néixer el 1897 a Calonge (Baix Empordà). Va obtenir, el 1916, el diploma de mestre a l'Escola Normal de Girona on va ser deixeble de Cassià Costal. En acabar magisteri amplià, durant vuit mesos, estudis a l'Institut Jean-Jacques Rousseau de Ginebra. Després va especialitzar-se a l'Escola Superior del Magisterio de Madrid (Castella) entre 1917 i 1920.
El juliol de 1920 era nomenat inspector d'ensenyament primari a Lleida. Aquell mateix any és becat per la Junta de Ampliación de Estudios per seguir, durant el curs de 1920-21, la seva formació com inspector a Ginebra. Allà fou deixeble d'Édouard Claparède i de Pierre Bovet que li dirigiren el seu treball de diplomatura sobre la Reforma de la Inspecció. Més tard, visità escoles i institucions de Bèlgica, Alemanya i Gran Bretanya.
De retorn a Madrid, es dedica a la direcció de la Secció de Pedagogia del Instituto de Formación Professional. El 1922 apareix la seva monografia Encuesta sobre la Inspección Escolar, basat en el seu treballs ginebrins sobre el tema.
El 1923 publicava un opuscle sobre l'obra i aportacions de l'Institut J. J. Rousseau tot impulsant una associació per establir lligams amb la institució ginebrina.
Retornà a Ginebra el 1924, en un curiós intercanvi amb Josep Mallart, i fou encarregat de curs a l'Institut J. J. Rousseau, on inicià el seu enfocament comparativista de l'educació.

## La pedagogia comparada
El 1925 és creat el Bureau International d'Éducation (Oficina Internacional d'Educació. BIE-OIE) i Rosselló queda associat a les seves tasques i investigacions. Un organisme privat que va esdevenir un referent internacional de l'educació. El 1929, es convertí en una entitat intergovernamental que unia governs i ministeris d'educació. Jean Piaget en fou nomenat director i Pere Rosselló codirector. Junts van formar un equip que va contribuir al desenvolupament mundial d'aquesta organització. El 1967, quan Piaget va jubilar-se, Rosselló n'esdevé el director.
Des de 1933 Rosselló dirigí l'Annuaire International de l'Éducation que recull informació anualment sobre l'educació de diversos estats. El 1969 abastava més d'un centenar de països. Des de la seva visió comparada de l'educació, Rosselló subscrivia i recolzava l'esperit que havia portat a fundar la Societat de Nacions. Acció i esperit que exposa al seu llibre La escuela, la paz i la Sociedad de Naciones. Va doctorar a Lausana el 1934 amb la tesi Marc-Antoine Jullien, père de l'éducation comparée. Publicada, nou anys després, a Ginebra.
L'any 1931 és professor a l'Institut Jean Jacques Rousseau de Ginebra del primer curs de pedagogia comparada que es va crear a Europa. El 1948n aquest Institut s'integrà en la Universitat de Ginebra com a Institut de Ciències de l'Educació. L'educació comparada esdevé disciplina universitària i Rosselló n'és el primer professor. Exercí aquesta docència fins 1967.
Rosselló posà en relleu la utilitat de la pedagogia comparada per a portar a terme la planificació educativa. En aquest sentit tingué ressò la seva obra L'éducation comparée au service de la planification de 1959.
El 1960 a les Universitats de Sao Paulo i Santiago de Xile, en sengles cursos de set sessions, desenvolupà la seva teoria dels corrents educatius. Rosselló i Blanch va aportar molt a la metodologia i els obljectius de la pedagogia comparada en la seva obra La teoria dels corrents educatius. La primera edició aparegué a l'Havana, publicada per la UNESCO el 1960. L'edició catalana comptà amb un pròleg d'Alexandre Sanvisens (1918-1995), un dels destacats conreadors de la pedagogia comparada. Aquest pròleg és un ampli i detallat estudi, de quaranta-set pàgines, sobre la trajectòria personal i professional de Rosselló.
Entre altres càrrecs, Pere Rosselló va formar part del secretariat de la UNESCO.
Va morir a Ginebra l'any 1970.

## Reconeixements
En el clima de la reforma educativa de la Llei General d'Educació del franquisme, el 1970, li va ser concedida l'Orde Civil d'Alfons X el Savi. Havia rebut, anteriorment, la veneçolana Orde d'Andrés Bello i la Medalla d'Or de la Oficina Iberoamericana de Cultura.
L'any següent de la seva mort, la Conferència Internacional d'Educació sota el patronatge de la UNESCO homenatjà Pere Rosselló en una solemne sessió en què intervingueren rellevants personalitats del món de l'educació encapçalades per Robert Dottrens.
Des de 1975 les escoles de la vila de Calonge es van anomenar Pere Rosselló, en honor del pedagog calongí.

## Anècdota
Una anècdota, que sovint explicava el mestre calongí, era que Calonge era l'únic poble de Catalunya que tenia un carrer dedicat a l'educació. On justament hi havia nascut. Aquest carrer recuperà el nom per demanda del regidor de cultura, Carles Vilar i Massó, i ara es coneix com a carrer de Sant Joan o de l'Educació, on hi ha la Biblioteca Municipal Pere Caner, que anteriorment era l'escola de la vila.

## Obres
- El Instituto J.J. Rousseau. Sus hombres, su obra. Sugestiones para nuestro país. Madrid: J. Cosano, 1923.

- La escuela, la paz y la sociedad de las naciones, Madrid, Editorial La Lectura, 1928.
- Marc-Antoine Jullien, père de l'éducation comparée et précurseur du Bureau Internatinal d'Éducation. Ginebra: Port Noir, 1943.
- Allons-nous vers une école d'action, de raison ou de passion? Ginebra, Institut Universitaire des Sciences de l'Educationr, 1944.
- L'éducation comparée au service de la planification, Neuchâtel, Editions Delachaux et Niestlé, 1959.
- La teoria dels corrents educatius. Vic: Eumo - Diputació de Barcelona, 1987. Primera edició: La teoria de las corrientes educativas, L'Havana: UNESCO, 1960.